# Sanborn (Iowa)
Pour les articles homonymes, voir Sanborn.
Sanborn est une ville du comté d'O'Brien, en Iowa, aux États-Unis. Elle est fondée en 1871 et incorporée le 15 mars 1880.

## Source de la traduction
- (en) Cet article est partiellement ou en totalité issu de l’article de Wikipédia en anglais intitulé « Sanborn, Iowa » (voir la liste des auteurs).